# Wojkówka
Wojkówka – wieś w Polsce położona w województwie podkarpackim, w powiecie krośnieńskim, w gminie Wojaszówka.
W latach 1975–1998 miejscowość administracyjnie należała do województwa krośnieńskiego.

## Części wsi
| SIMC    | Nazwa        | Rodzaj    |
| ------- | ------------ | --------- |
| 0362559 | Na Bukowinie | część wsi |
| 0362565 | Na Górach    | część wsi |
| 0362571 | Przylasek    | część wsi |
| 0362588 | Zawodzie     | część wsi |

## Historia
W XIV w. właścicielem Wojkówki był Henryk Sobieński właściciel zamku Sobień koło Sanoka. 
W 1397 r. Klemens Moskarzewski kupił od Henryka Sobieńskiego wsie przy zamku Odrzykoń: Wojkówkę i Bratkówkę. Potem w XV w. Wojkówka należała do Sapiehów. Od roku 1484 Wojkówka była w posiadaniu rodziny Szebieńskich. Rządzili tu sołtysi - Jan (1443), Sądek (1417-20), Szczebiot (1443), Piotr (1450), Mikołaj (1497-1499).
W 1512 roku w wyniku podziału rodzinnego, właścicielem Wojkówki został Marcin Kamieniecki - podkomorzy sanocki, a potem syn jego Jan Kamieniecki, (ur. 1524 na zamku Kamieniec w Odrzykoniu - zm. 5 lutego 1560), którego nagrobek znajduje się u Franciszkanów w Krośnie. W roku 1536 jej dzierżawcą został szlachcic - Baltazar Dąbrowski. Od Kamienickich Wojkówka przeszła w posiadanie Skotnickich, a następnie w XVII w. - na własność Tarnowskich. Kazimierz Aleksander Tarnowski ożenił się z Teresą Firlejówną - dziedziczką Wojkówki w połowie XVII w.
Franciszka - córka hr. Tarnowskiego - wyszła za mąż za Klemensa Ustrzyckiego - kasztelana sanockiego w 1688 r. w Łękach. Od nich Wojkówka trafiła w posiadanie rodziny Górskich. Od 1757 r. właścicielem Wojkówki jest Ignacy Górski de Przybow - referent sandomierski i jednocześnie właściciel sąsiedniej Ustrobnej. Jego żoną była Elżbieta Cieszanowską i miała 15 dzieci. Po nim Wojkówkę odziedziczył jego syn - Feliks Górski, który zmarł na apopleksję podczas pożaru stajni dworskich w 1839 roku. Po śmierci Feliksa jego spadkobiercy sprzedali wieś rodzinie Wiktorów.
We wsi znajduje się murowana kaplica pw. św. Zofii.

## Urodzeni w Wojkówce
- Jan Wiewiórski (ur. 1842 - zm. po 1864) – powstaniec styczniowy 1863-1864, uczestnik bitew pod Stefankowem, Borią, Białobrzegami, Rzeczniowem i Zawichostem, walczący w oddziałach majora Andrzeja Łopackiego, pułkownika Dionizego Czachowskiego oraz generała Józefa Wysockiego. Aptekarz[6].